# 阿列克西·普雷格罗夫
阿列克西·維克托羅維奇·普雷格羅夫（羅馬化：Oleksii Viktorovych Pryhoro；1987年6月25日—），乌克兰跳水运动员。他曾参加2008年和2012年两届夏季奥林匹克运动会，其中在2008年北京奥运中获得男子双人三米板的铜牌。